# Dopady evropské migrační krize na Slovensku
Slovensko v průběhu takzvané evropské migrační krize podobně jako Česká republika leží mimo hlavní migrační trasy a v roce 2015 přijalo téměř nejméně žádostí o azyl z celé Evropské unie. Imigrační krize se ovšem na zdejší politické scéně stala klíčovým tématem, z něhož těží zejména protiimigrační i krajně pravicová uskupení.

## Vývoj krize

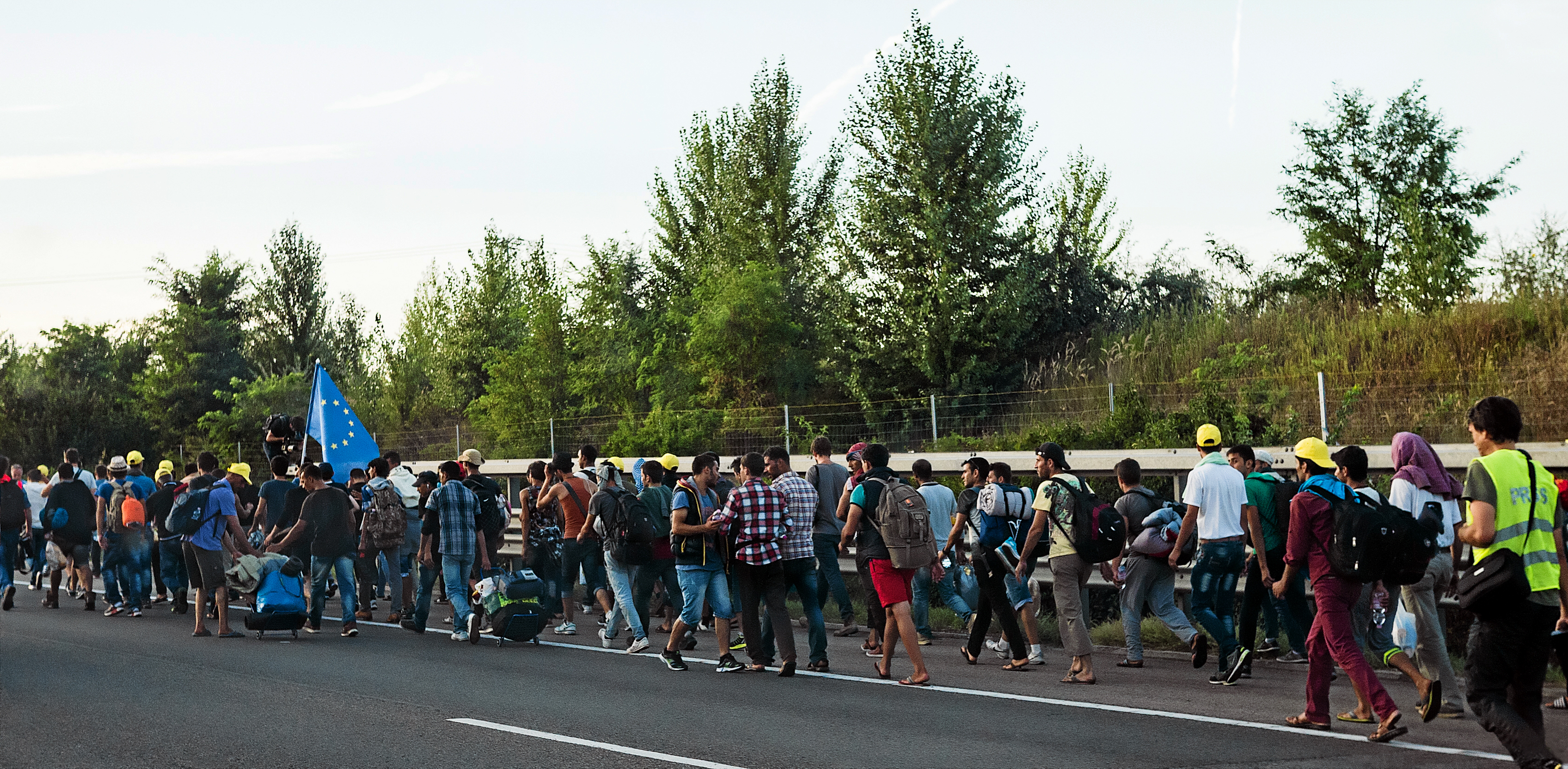
Migranti při tzv. pochodu naděje na maďarské dálnici M1 několik kilometrů od slovenských hranic

Přes sousední Slovensko v roce 2015 ani začátkem roku 2016 neprocházela žádná hlavní migrační trasa, po které se přesouvají hlavní masy lidí do západní Evropy; v létě 2015 probíhaly hlavní migrantské trasy po dopravních tazích, procházejících z Budapešti do Vídně, ale vyhýbajících se Slovensku. Na přelomu srpna a září ale byly z Maďarska, které v té době stálo na Balkánské trase, do Německa vypraveny vlaky s migranty, z nichž několik projíždělo i přes Slovensko, které s vlivem toho muselo potýkat s vysokým počtem nelegálních cizinců. V druhé polovině září 2015 bylo ve městě Gabčíkovo u hranic s Maďarskem zřízeno azylové zařízení, sloužící pro vyřízení azylové žádosti migrantů, kteří o něj požádali v jiné zemi EU; zřízení centra vyvolalo kontroverze a tamní obyvatelé ho přivítali s nelibostí. V následujících zimních měsících už se především vlivem přesměrování Balkánské cesty západním směrem pohybovali zachycení ilegální migranti v této zemi průměrně jen v řádu jednotek denně.
Ve Slovensku panují silné protiimigrační postoje. Nespokojenosti veřejnosti ohledně přílivu ilegálních migrantů a uprchlíků do Evropy využili také někteří radikálové. Slovenská vláda se vyjádřila k možnému příchodu imigrantů z Maďarska s nelibostí a posílila namátkové policejní kontroly na jižní hranici. V rámci povinně dobrovolného přerozdělení 40 000 migrantů z Itálie a Řecka do dalších zemí EU, schváleného v červnu 2015, se Slovensko rozhodlo přijmout jen křesťanské uprchlíky. V reakci na schválení kvót na přerozdělování žadatelů o azyl dne 22. září 2015 podalo Slovensko koncem měsíce žalobu k soudnímu dvoru EU a slovenský premiér Robert Fico oznámil, že kvóty nebudou na Slovensku respektovány. V polovině prosince 2015 vláda přijala 149 křesťanských uprchlíků před Islámským státem z Iráku. Fico opakovaně vystupoval proti přijímání muslimských migrantů, kvótám na jejich přerozdělování a po silvestrovském sexuálním násilí přistěhovalců v několika německých městech na přelomu roku 2015 a 2016 oznámil, že Slovensko nepřijme žádné muslimy ani na základě dobrovolnosti. Téma imigrační krize se stalo také hlavním tématem slovenských parlamentních voleb, konaných dne 5. března 2016, kdy na protiimigrační rétoriku vsadilo z velkých stran především vítězné uskupení SMER-sociálna demokracia, vedené premiérem Robertem Ficem. Do parlamentu se vlivem imigrační krize dostala také neonacistická Ľudová strana Naše Slovensko župana Banskobystrického kraje Mariana Kotleby.